# Jacques Saussey
Jacques Saussey est un écrivain français, auteur de roman policier.

## Biographie
Jacques Saussey est né le 14 mars 1961 à Paris.
Il commence à écrire ses premières nouvelles à 27 ans, en 1988. Deux nouvelles sont primées dans des concours (Quelques petites taches de sang en 2002 aux Noires de Pau, et Alfred Jarry est mort en 2007) et une éditée en BD (Le joyau du Pacifique, en 2007)[réf. souhaitée]. 
Il publie en 2010 son premier roman policier, De sinistre mémoire. Il écrit ensuite un à deux romans par an dont l'action, pour plusieurs, se situe dans le nord du département de l'Yonne où il réside. En 2024, sort son dix-septième roman, Le seul coupable chez Fleuve éditions.

## Œuvre

### Romans

#### Série polarDaniel Magne et Lisa Heslin
1. De sinistre mémoire, Éditions Les Nouveaux Auteurs (2010)  (ISBN 978-2-8195-0091-9), réédition French Pulp Éditions, coll. « Polar » (2017)  (ISBN 9791025102381)
2. Quatre racines blanches, Éditions Les Nouveaux Auteurs (2012)  (ISBN 978-2-8195-0197-8), réédition LGF, coll. « Le Livre de poche » no 33341 (2014)  (ISBN 978-2-253-00445-5)
3. Colère noire, Éditions Les Nouveaux Auteurs (2013)  (ISBN 978-2-8195-0309-5), réédition France Loisirs (2013)  (ISBN 978-2-298-07864-0), réédition French Pulp Éditions, coll. « Polar » (2016)  (ISBN 979-10-251-0226-8)
4. L'Enfant aux yeux d'émeraude, Éditions Les Nouveaux Auteurs (2014)  (ISBN 978-2-8195-0401-6), réédition France Loisirs (2014)  (ISBN 978-2-298-09182-3), réédition LGF, coll. « Le Livre de poche » no 33712 (2015)  (ISBN 978-2-253-00059-4)
Le commandant Magne et son équipe se mettent à la poursuite d'un tueur qui sème les morts sur son passage. Après avoir assassiné sa femme, David Courty traverse la France et tue au hasard de ses rencontres. Mais l'enquête des policiers démontre que cette fuite n'est pas improvisée et que Courty retourne sur le chemin de son enfance troublée.
5. La Pieuvre, Éditions du Toucan, coll. « Toucan noir » (2015)  (ISBN 978-2-8100-0639-7), réédition Le Grand Livre du mois (2015)  (ISBN 978-2-286-12075-7)
6. Ne prononcez jamais leurs noms, Éditions du Toucan, coll. « Toucan noir » (2016)  (ISBN 978-2-8100-0747-9)
7. 7/13, Édition du Toucan, coll. « Toucan noir » (2018)  (ISBN 978-2810008100)
8. Du poison dans la tête, French Pulp, (2019)  (ISBN 9791025106532)

#### Autres romans
- Principes mortels, Éditions Les Nouveaux Auteurs (2013), 369 p.  (ISBN 978-2-8195-0343-9)
- Sens interdit(s), Atelier Mosésu, (2014), 188 p.  (ISBN 979-10-92100-30-3)
- Le loup peint, Éditions du Toucan, coll. « Toucan noir », (2016), 432 p.  (ISBN 978-2-8100-0687-8), réédition LGF, coll. « Le Livre de poche » no 34380, (2017),  (ISBN 978-2-253-08627-7)
- Enfermé.e, French Pulp Éditions, (2018), 383 p.  (ISBN 979-10-251-0401-9)
- Nestor Burma, nouvelles enquêtes : Les carats de l'opéra, French Pulp Éditions, (2019), 272 p.  (ISBN 979-10-251-0473-6)
- Cinq doigts sous la neige, Cosmopolis, 2020, 364 p.  (ISBN 978-2-902-32407-1)
- L'Aigle noir, Fleuve éditions, octobre 2022, 528 p.  (ISBN 978-2-265-15573-2)
- Ce qu'il faut de haine, Fleuve éditions, 2023, 400 p.  (ISBN 978-2-265-15685-2)
- Le Seul Coupable, Fleuve éditions, 2024, 432 p.  (ISBN 978-2-265-1582-45)

### Recueil de nouvelles
- [Anicroches], Atelier Mosésu, coll. « Black and short » (2016)  (ISBN 979-10-92100-70-9)

### Nouvelles
- Quelques petites taches de sang (2002)
- Alfred Jarry est mort (2007)
- La Locomotive, dans l'anthologie À peine entré dans la librairie... La Griffe noire, 30 ans. Paris : Télémaque, 06/2018, p. 257-269.  (ISBN 978-2-7533-0357-7)
- Le virus est revenu, dans La Nouvelle du lendemain, anthologie numérique organisée pendant le confinement par la Ligue de l’Imaginaire, le festival Lisle noir et Cultura, 04/2020[5].

## Adaptation en bande dessinée
- Le Joyau du Pacifique, Joker éditions, coll. « Horizon » (2007)  (ISBN 978-2-87265-355-3), adaptation de la nouvelle du même nom.